# 女神異聞錄5音樂列表
女神異聞錄5音樂列表展示於日本Atlus 發售的角色扮演遊戲系列作品《女神異聞錄5》（Persona 5，簡稱「P5」）或相關系列作品的音樂及歌曲。

## 歌曲
《Wake Up, Get Up, Get Out There》
作詞：Benjamin Franklin，作曲：目黑将司，主唱：Lyn
原作遊戲《P5》的片頭曲，同時用作特別節目的片尾曲。
《BREAK IN TO BREAK OUT》
作詞：Benjamin Franklin，作曲、編曲：目黑将司，主唱：Lyn
電視動畫《P5A》第2話，以及第4至13話片頭曲，同時用作第1話的片尾曲；第3話並未使用。
《Dark Sun...》
作詞：Benjamin Franklin，作曲、編曲：目黑将司，主唱：Lyn
電視動畫《P5A》第14話起（包括SP1及SP2）所用片頭曲。
《星と僕らと》
作詞：小森成雄，作曲、編曲：目黑将司，主唱：Lyn
原作遊戲《P5》的片尾曲，亦作為電視動畫版SP2的片尾曲。
《INFINITY》
作詞：Benjamin Franklin，作曲、編曲：目黑将司，主唱：Lyn
電視動畫《P5A》第2至7，以及第9至16話片尾曲；第1及第8話並未使用。
《Found a Light》
作詞：Benjamin Franklin，作曲：目黑将司，主唱：Lyn
電視動畫《P5A》第8話片尾曲。
《Autonomy》
作詞：Benjamin Franklin，作曲、編曲：目黑将司，主唱：Lyn
電視動畫《P5A》第17話起（包括SP1）所用片尾曲；第26話並未使用。
《Last Surprise》
作詞：，作曲、編曲：，主唱：
原作遊戲《P5》的插曲。
《Life Will Change》
作詞：，作曲、編曲：，主唱：
原作遊戲《P5》的插曲。
《Beneath the Mask》
《IT'S TOO LATE》
作詞：Benjamin Franklin，作曲：目黑将司，主唱：Lyn
電視動畫《P5A》第25話插曲。
《The Whims of Fate》
《Rivers in the Desert》
作詞：，作曲、編曲：，主唱：
原作遊戲《P5》的插曲，亦作為電視動畫《P5A》SP1的插曲。
《No More What Ifs》
作詞：，作曲、編曲：，主唱：
原作遊戲《P5R》的插曲，亦作為電視動畫《P5A》OVA1的插曲。